# Zilverspar
Zilverspar (Abies), soms ook zilverden, is een geslacht van tussen de 45 en 55 soorten groenblijvende naaldbomen uit de dennenfamilie (Pinaceae). Alle soorten zijn bomen, die hoogten van 10-80 m kunnen bereiken bij diameters van 0,5-4 m.
De zilversparren kunnen van andere leden van de dennenfamilie worden onderscheiden door het feit dat naaldachtige bladeren aan het takje zijn bevestigd via een basis die op een kleine zuignap lijkt. Een ander uniek kenmerk zijn de rechte, cilindrische lange kegels van 5-25 cm die bij rijpheid desintegreren om de gevleugelde zaden vrij te geven. Ze zijn het nauwst verwant aan de ceders (Cedrus).
Zilversparren worden gevonden in Noord-Amerika, Europa, Azië en Noord-Afrika.
De Kaukasische zilverspar is een populaire kerstboom met zijn aromatisch gebladerte en niet-snelle uitdroging. Velen zijn ook zeer decoratieve tuinbomen, in het bijzonder de Koreaanse zilverspar en de fraserspar, die hun helder gekleurde kegels al produceren als ze nog erg jong zijn (1-2 m hoog).

## Beschrijving

### Habitus
Zaailingen hebben vier tot tien zaadlobben.
Alle sparren zijn groenblijvende, diepwortelende bomen met een rechte, zuilvormige stam. De kegelvormige kroon is opgebouwd uit regelmatige lagen van relatief korte, horizontale takken. Er zijn maar weinig soorten die relatief klein blijven met een hoogte van 20 meter (Abies koreana), maar de meeste soorten zijn dominante bosbomen in hun leefgebied en behoren vaak tot de grootste bosboomsoorten (de Europese zilverspar is de grootste boom van het continent). De meeste sparren bereiken een groeihoogte tussen de 40 en 70 m, maar sommige Amerikaanse soorten hebben ook een groeihoogte van 90 meter (Abies grandis, Abies procera). De stam van de monopodiale sparren is meestal 1 tot 2 meter dik (tot 3 meter bij Abies procera en Abies spectabilis).

### Wortelsysteem
Op een paar uitzonderingen na hebben sparren een poolvormig wortelstelsel. Deze wordt onafhankelijk van het bodemtype ontwikkeld. Voor de paarse spar (Abies amabilis) is echter een plat wortelstelsel kenmerkend. Het is daarom niet erg stormbestendig. Van alle naaldboomsoorten geven de sparren veruit de beste verticale blootstelling op de bosbouwkundige moeilijke, zuurstofarme bodems (wateroverlast, pseudogley, klei).

### Schors
De schors is meestal glad in de jeugd, vaak grijs, alleen bij Abies squamata geschubd in de jeugd, maar valt meestal uiteen in kleine plaatjes met de leeftijd (Abies alba, Abies nordmanniana, Abies procera).

### Naalden
De naaldvormige bladeren zijn plat en gemakkelijk buigzaam en hebben vaak twee lichtgekleurde stomabanden aan de onderzijde. De naalden zijn acht tot elf jaar oud. Met hun verbrede voet zitten ze direct op de takken. Ze verschillen in deze van sparren (Picea).

### Bloemen, kegels en zaden
Sparrensoorten zijn eenhuizig, er zijn vrouwelijke en mannelijke kegels op één exemplaar. De kegels vind je alleen in de bovenste takken aan de bovenkant en staan altijd rechtop op de tak (in tegenstelling tot de hangende en vallende sparrenkegels van de spar, Picea). De as (spil) van de pen blijft op de boom, terwijl de schalen er afzonderlijk af vallen. Als gevolg hiervan kunnen gevallen dennenappels niet worden verzameld. De gevleugelde zaden rijpen in de kegel. De positie en ontwikkeling van de kegels is niet alleen essentieel voor generieke afbakening, hun vorm is ook een van de belangrijkste morfologische onderscheidende kenmerken tussen de individuele soorten.

### Hout
Het hout van zilversparren wordt dennen genoemd en is voor allerlei doelen geschikt, maar wordt in Nederland niet vaak geïmporteerd. Het meeste hout wordt gebruikt voor papierpulp of voor de vervaardiging van triplex.
Dennenhout is zacht, meestal geurloos, crèmewit tot geelbruin van kleur. Kernhout en spinthout zijn praktisch niet van elkaar te onderscheiden. Ook vroeg- en laathout gaan geleidelijk in elkaar over. Het is recht van draad. Harskanalen worden meestal niet gevormd.

## Wereldwijde verspreiding
De soorten van het geslacht Abies komen veel voor op het noordelijk halfrond. Net als de andere geslachten van de dennenfamilie (met Pinus, Picea en Larix) zijn ze voornamelijk verspreid over uitgestrekte gebieden in de gematigde en koude zones van de Oude en Nieuwe Wereld, van de kust tot een hoogte van 4700 meter. Het verspreidingsgebied van de sparren omvat Europa, Noord-Afrika, Noord- en Centraal-Azië en Noord-Amerika. In de westelijke Oude Wereld bevindt het meest zuidelijke voorkomen van A. pinsapo var. marocana en A. pinsapo var. tazaotana zich in het Marokkaanse Atlasgebergte in Noord-Afrika op 32° 30'N, in Oost-Azië dat van A. kawakamii in Taiwan op 23° -24° 50' N. De meest noordelijke bevolking van de Oude Wereld van A. sibirica steekt de poolcirkel over op 67° 40'N langs de Pur en Taz in het subarctische gebied van Siberië.
In de Nieuwe Wereld gaat A. guatemalensis via de Kreeftskeerkring naar de tropische zone. Het meest zuidelijke voorkomen is tussen 14° en 15° N. A. lasiocarpa is hier de meest noordelijke. Het gebied strekt zich uit van Zuidoost-Alaska, ten zuiden van de Copper River Valley tot de noordoostelijke grens, ten oosten van het centrale Yukon Territory (breedtegraad 64° 30'N). In het zuiden strekt het gebied van A. lasiocarpa zich uit langs de Rocky Mountains bijna over het hele continent, van Alaska tot New Mexico en Arizona. De sparren van Noord-Amerika variëren van Newfoundland (A. balsamea, lengte 53° 30'W.) in Canada tot de Copper River (A. lasiocarpa var. jasiocarpa, lengte 145° W). Zo hebben de drie boreale soorten A. sibirica, A. balsamea en A. lasiocarpa het grootste territorium onder de sparren.
Over het algemeen zijn de individuele sparensoorten morfologisch relatief vergelijkbaar. Vergeleken met de verwante geslachten met een groot aantal soorten zoals dennen en sparren, stellen de 48 soorten die tegenwoordig worden gedifferentieerd ook hogere ecologische eisen. Dit omvat het feit dat ze betere bodems nodig hebben om te groeien en dat ze zijn aangepast aan klimatologische omstandigheden zonder uitgesproken droogtestresssituaties met meer evenwichtige, koele temperaturen. Daarom concurreren sparren vaak met loofbomen of zijn ze codominante bosbomen van gemengde bossen. Sparren zijn meestal bergbomen in hun verspreidingsgebieden, die zelden laaglanden koloniseren, zoals de continentale taiga. Maar zelfs daar koloniseren ze steeds gunstiger locaties dan geassocieerde coniferen van andere geslachten.
Het geslacht Abies vormt een holarctische circumpolaire clan met vijf deelgebieden (West Euro-Aziatisch, Siberisch-Oost-Aziatisch, Himalaya-Zuidoost-Aziatisch, Boreo-Canadees, West Pacific). Gesloten (gematigde) boreale/continentale balsemspar (A. balsamea) en Siberische spar (A. sibirica) vormen een substantieel deel van de boreale naaldbossen van Siberië en Canada, zonder zeer continentale gebieden nabij het bos en de boomgrens te koloniseren. Oostelijke buitenposten van dit type gebied bevinden zich uiteen in de Pacific Oost-Siberië, het Sichote-Alin-gebergte, Mantsjoerije en Hokkaidō. Naast gematigde-boreale soorten kunnen continentale soorten worden gevonden in meridionale-submeridionale florence-zones (Mexicaanse en zuidwest-Chinese soorten, A. lasiocarpa in de Rocky Mountains).
De sparren zijn rijk aan vormen in montane, subalpiene en oromediterrane niveaus van gematigde, submeridionale en meridionale zones, (sub) oceanische bergen (A. spectabilis en A. densa in de 'wolkengordel' van de perhumide oostelijke Himalaya, A. squamata in China nog steeds op hoogten van 4000 tot 4500 meter). In de oudheid worden de sparren meestal geassocieerd met ceders en dennen, pure stands komen ook voor in de subtropen. Op gematigde breedtegraden met weinig boomsoorten in Europa, worden alleen dennen- en sparren-soorten samen met sparren gevonden onder de naaldplanten. De wijdverspreide zilverspar valt uit in het meer continentale Noord-Europa en de boreale taiga in West-Azië.
In de Pacifische bergen van Noord-Amerika, evenals in de Hindoekoesj-Himalaya, Huangshan, de Japanse eilanden en Taiwan, zijn sparren een veel voorkomend onderdeel van gemengde naaldbossen met douglasspar (Pseudotsuga), hemlockspar (Tsuga) en spar (Picea) en (den Pinus). Gebieden met veel soorten dennenbomen zijn het Middellandse Zeegebied in de Oude Wereld, het zuidwesten van de Volksrepubliek China tot aan de Himalaya, en in de Nieuwe Wereld de West Coast Cordillera van de Verenigde Staten tot het westen van Mexico en Midden-Amerika. Sparren in deze streken worden vaak aangetroffen in afgelegen bergen met voldoende vocht en gematigde temperaturen. Het absolute centrum van ontwikkeling hier is de regio Sino-Himalaya met 17 soorten, met name de Huangshan in het zuidwesten van China.

## Diversiteit

### De Oude Wereld
Europa en het Middellandse Zeegebied
In de gematigde (sub)meridionale mediterrane verspreidingsfocus, koloniseren sparren (sub)oceanische bergen. Met zeven soorten sparren is het Middellandse Zeegebied een van de ontwikkelingscentra van het geslacht. Sommige soorten hebben echter alleen overblijfselen van overblijfselen en zouden zonder bescherming bedreigde soorten zijn. Waaronder de Nebroden-spar (Abies nebrodensis) of de Numidische spar (Abies numidica). Mediterrane sparren zijn typische pleistocene relikwieënuitgangen en vormen een taxonomische eenheid die kan worden afgeleid van een tertiaire clan van oorsprong en die sterk verschilt van Amerikaanse soorten, maar een verre relatie vertoont met de Aziatische soort.
Evolutie
De mediterrane sparren en hun samenlevingen zijn onderverdeeld in zuidwestelijke, centrale en zuidoostelijke mediterrane groepen. Door de klimatologische schommelingen tijdens de ijstijd ontwikkelden ze zich tot plaatsvervangende soorten in onsamenhangende gebieden, zonder dat de soorten en variëteiten genetisch volledig geïsoleerd waren in de individuele bergen. Tussen de individuele groepen was er altijd een min of meer sterke genetische uitwisseling in klimatologisch gunstige periodes, of vonden er algemene hybridisaties plaats (genetwerkte evolutie, een voorbeeld hiervan is de Bulgaarse spar (Abies × borisii-regis)). Veel van de geografisch naburige en morfologisch en ecologisch vergelijkbare soorten zoals de Spaanse spar (Abies pinsapo) en Numidische spar (Abies numidica) zijn nauw verwant, maar er is ook een breed scala aan overeenkomsten tussen morfologisch meer verschillende vormen zoals de zilverspar en de Spaanse spar suggereert een genetische uitwisseling tijdens het Pleistoceen. Ook de zilverspar en de Nebroden-spar (Abies nebrodensis) uit Sicilië zijn nauw verwant. Hybriden die het resultaat zijn van de introgressie van twee soorten die sympatrisch (in hetzelfde gebied) samenleefden tijdens langere fasen van de ijstijd zijn de Bulgaarse spar (Abies alba × Abies cephalonica) op de Balkan, evenals de historisch relatief jonge Troje-spar (Abies × equi -Trojani) (Abies cephalonica × Abies nordmanniana) in West-Anatolië.
In termen van vegetatie verschillen sparren in Klein-Azië en Zuidoost-Europa echter meer van de omstandigheden in Centraal-Europa. De individuele sparrenhengsten zijn ook autecologisch duidelijk gedifferentieerd in termen van knopvorming, kans op late vorst, droogteresistentie, schaduwtolerantie of vitaliteit na beschadiging van de scheuten. De mediterrane sparren kunnen zich ook goed verjongen in open ruimtes en staan daarom op bepaalde locaties dicht bij soorten pioniervegetatie. Als langdurige pioniers kunnen ze zelfs extrazonale climaxgemeenschappen vormen op rotsrijke, ruwe gronden (zoals de Cilicische spar (Abies cilicica) of de zilverspar uit zuidelijke herkomsten op plaatsen van het zogenaamde blokpaalbos) en komen hier steeds vaker voor in zuivere opstanden zonder codominante boomsoorten.
Locatievoorwaarden
Abies alba vermijdt besneeuwde delen van het bos, voornamelijk op middelste locaties, de montane en oro-mediterrane niveaus. Schade door sneeuwbelasting en concurrentie zouden hier een obstakel moeten zijn voor vestiging. Mediterrane sparren zijn vatbaarder voor uitslag na beschadiging, en Cilicische sparren zoals Griekse sparren (Abies cephalonica) bereiken de boomgrens. Afzettingen worden gevonden in de meest noordelijke gebieden van Abies alba en Nordmannspar (Abies nordmanniana). In termen van locatie-ecologie verschillen mediterrane sparren van ceder- en beukencomplexen. Deze niche kan ook worden gecorreleerd met klimaatparameters. Tot de klassieke beukenbosgemeenschappen behoren Abies alba, Abies nebrodensis en Abies nordmanniana. Met ceders (Cedrus) zijn Abies pinsapo s. l., Abies numidica en Abies cilicica geassocieerd. Abies cephalonica komt alleen in zuivere vorm voor. Beukenbossen komen ook sporadisch voor in het gebied van Abies pinsapo, een overblijfsel zelfs in Abies numidica. Alleen de bossen van Abies cephalonica en Abies cilicica zijn niet langer gerelateerd aan Fagion-samenlevingen.
De Cilicische spar (Abies cilicica) komt oorspronkelijk uit de centrale en oostelijke Taurus zonder de West Taurus en strekt zich in een relatief gesloten distributie uit naar het noorden van Syrië en Libanon. Hier, net als in het geval van de Griekse spar (Abies cephalonica), worden meestal onderontwikkelde ruwe bodems van gewelfde kalksteen beplant met diep ontwikkelde kalksteen (rode klei) bodems. Door aanvankelijke ruwe kalkbodems te koloniseren, hebben ze het karakter van een bepaalde pioniersoort met een bescheiden groeisnelheid van 5 tot 12 m voor uitgesproken droge sparren.
De Spaanse spar (Abies pinsapo) die in het zuidwestelijke deel van het Middellandse Zeegebied wordt aangetroffen, is beperkt tot kleinschalige restvoorvallen in de meest vochtige berggebieden (Sierra Nevada: 50 hectare, Babour-massief in Algerije: 1.000 hectare, Rif Atlas in Marokko: 15.000 hectare). De groeisnelheden in het grootste deel van het gebied met opmerkelijke 50 meter hoge individuele bomen zijn uitstekend. De mesofiele Spaanse spar bereikt veel betere groeisnelheden dan de Cilicische spar met hetzelfde geologische substraat (kalksteen). Vereisten voor het fysiologische optimum van mediterrane sparren zijn overvloedige regenval, diepe, open spleten, fijne aarde, vers opgeslagen bodems en schaduwrijke locaties. Nauw verwant aan de Spaanse spar is de Numidische spar, die voorkomt in het Babour-massief in Kabylië op noord- en oosthellingen op een hoogte van 1800 tot 2000 meter. Associaties met de atlasceder zijn typerend voor zowel de Numidische spar als de Marokkaanse groeiende soort van de Spaanse spar. 
De noordelijke Anatolisch-Kaukasische sparren maken nu allemaal deel uit van de Nordmannspar (Abies nordmanniana), maar zijn historisch gedifferentieerd naar ecotypen van de locatie. Taxonomisch sterker gedifferentieerd naargelang de auteur en ook de hybride vormen tussen de Griekse en Nordmannspar als afzonderlijke soort (Abies × equi-trojani). Als typische Colchische bosbomen zijn ze wijdverspreid in de koele, vochtige zuid- en westrand van de Zwarte Zee in gemengde bergbossen, die, met oosterse beuken en oosterse sparren, sterk lijken op de analoge locaties van zilverspar, Europese spar en rode beuk.
De individuele soorten volgen de overgang tussen subcontinentale (sub)oceanische en mediterrane semi-aride klimaten. De klimaat-ecologische tussenpositie van Abies cephalonica en Abies pinsapo sensu stricto wordt onderstreept door de afwezigheid van beuken- en cederbomen in beide delen van het gebied. Ze bouwen ook grotendeels gesloten, bijna zuivere voorraden, meestal met een plenter-achtige structuur. De sparrengebieden zijn minder in te delen naar jaarlijkse neerslag dan naar de matig droge, frissere en vochtigere vegetatieperiode. Van noord naar zuid neemt de warmte van het vegetatieseizoen toe naarmate de neerslag afneemt. Abies pinsapo, Abies numidica en Abies nebrodensis worden in hun natuurlijke habitat bedreigd. Grotere gebieden worden ingenomen door Abies cilicica, Abies cephalonica, Abies alba en Abies nordmanniana.
Azië
In de complexe regio zijn verschillende centra van diversiteit gevestigd, vooral in het zuidwesten van China en de Himalaya. De gebieden van Abies pindrow, Abies spectabilis, Abies densa en Abies delavayi strekken zich uit van de noordwestelijke Himalaya tot de oostelijke Himalaya. De laatste heeft dan zijn centrum van diversiteit met talrijke ondersoorten in het hooggebergte in het zuidwesten van China aan de rand van de Tibetaanse hooglanden. In centraal China zijn er naast Abies chensiensis, Abies fargesii, Abies recurvata en Abies squamata ook tal van endemen die alleen relictief voorkomen. In Noordoost-China, Korea en de oblast Amoer van Rusland leven Abies nephrolepis, Abies holophylla, Abies koreana en Abies nephrolepis. Siberië en Tiensjan worden slechts bevolkt door één soort spar, Abies sibirica. De Japanse archipel, Sachalin en Taiwan vormen een ander centrum van diversiteit met Abies firma, Abies mariesii, Abies homolepis, Abies sachalinensis en Abies kawakamii.

### De Nieuwe Wereld
Oostkust en boreale zone
Aan de oostkust van Noord-Amerika worden slechts de twee soorten Abies balsamea en de verwante Abies fraserii aangetroffen.
West Coast en Noord-Amerikaanse Cordilleras
De Amerikaanse sparren hebben een fundamenteel vergelijkbare ecologische niche als de Euraziatische sparren, maar de noord-zuiduitbreiding van de bergen, die voornamelijk aan de Pacifische kant te vinden zijn, zorgen voor gunstiger klimatologische omstandigheden voor ongehinderde migratie onder geologisch veranderende klimatologische omstandigheden. Dit is de reden waarom de sparren in het westen van Noord-Amerika nog steeds hun grootste ecologische en economische belang hebben. Ze vertegenwoordigen essentiële componenten van de vegetatie, vooral in het boreale naaldbos (Canada, Alaska), het nemorale naaldbos van de Stille Oceaan (Alaska tot Californië), evenals in de bergachtige en alpiene naaldbossen van de Cascade Ranges, Cascade Mountains, Sierra Nevada en Rocky Mountains (inclusief Washington, Oregon, Idaho, Colorado, Wyoming, Californië, Nevada).
Hier zijn ze van groot belang voor de stroomgebieden en voorkomen ze een snelle afzetting van de sneeuwmassa's in de bergen. Ze ondersteunen daarmee in belangrijke mate de waterkwaliteit van de rivieren. In de sparrenbossen van Noord-Amerika zijn er ook belangrijke broedplaatsen voor vogels voor de bonte uil (Strix occidentalis caurina, Engelse noordelijke bonte uil), de Amerikaanse zeearend en visarend, evenals het grote muildierhert (Odocoileus hemionus), witstaarthert (Odocoileus virginianus), zwarte beer en grizzlybeer, eland en berggeit. De sparren zijn hier te vinden in alle bosniveaus, van de kust (gigantische spar aan de Pacifische kust en balsemspar aan de Atlantische kust) tot de boomgrens (edele spar en rotsachtige bergspar). Ze bereiken hun beste ontwikkeling op relatief koele en vochtige locaties.

## Gebruik

### Bosbouw
Sparren zijn na de dennen het meest vormrijke geslacht van de dennenfamilie, maar hun bosbouwbetekenis is minder dan die van Douglassparren en sparren. In Europa is van de autochtone soorten alleen de zilverspar belangrijk. Sommige geïntroduceerde Amerikaanse soorten zijn van lokaal belang, in Duitsland alleen de kustspar. Er zijn echter teeltproeven uitgevoerd voor edele spar en paarse spar. Qua bosbouw wordt de Nordmann-spar, die belangrijk is voor de bosbouw in hun thuisland, in dit land vooral aanbevolen. In teeltproeven bleek het superieur te zijn aan de zilverspar, vooral met een lagere gevoeligheid voor late vorst, dezelfde groei en houtkwaliteit, maar beter secundair gebruik (kerstboom, siertakken). In het westen van Noord-Amerika hebben sparren hun grootste ecologische en economische belang. Met uitzondering van twee enige endemische sparren, worden hier zes soorten die nog steeds voorkomen in verschillende bosbouwtermen gebruikt (edelspar, kustspar, magnifieke spar, paarse spar, Colorado-spar, balsemspar). Het hout van de paarse en balsemspar wordt verwerkt tot papiercellulose. Het hout van de prachtige spar werd speciaal gebruikt in de 19e eeuw toen het werd gebruikt om boter en kaas op te slaan en werd daarom "boterhout" genoemd. Net als het hout van alle dennenbomen is het smaak- en geurloos.
Japan, als een van de belangrijkste afnemers van Amerikaans dennenhout, gebruikt het voor zijn eigen bouwsector (hout van edele en paarse sparren). Platen, dakshingles, deuren, klompen, muziekinstrumenten en huishoudelijke artikelen worden gemaakt van hun eigen soorten hout. In de Chinese provincie Sichuan werd het hout van Abies delavayii en Abies fabri gebruikt om tempels te bouwen. Secundair bosgebruik is de extractie van sparrenbalsem (Canadese balsem en terpentijn uit Straatsburg), destillatie van etherische oliën (vooral in Tsjechië, Slowakije, Rusland) voor de meestal stoomdestillatie van de naalden, evenals in India de destillatie uit de harsachtige zaden van de Himalaya-soort.

### Landschapsarchitectuur
Sparren zijn belangrijke bomen voor landschaps- en tuinarchitectuur. De grootgroeiende soorten worden ook aangeplant in grote stadsparken en groene zones, afhankelijk van de klimatologische ernst. Tegenwoordig hebben Noord-Amerikaanse bergsoorten vaak de voorkeur vanwege hun opvallende naaldwerk en het lage risico op late vorst. De Amerikaanse zilverspar en de Colorado-spar zijn soms ook superieur aan de witte spar vanwege hun grotere tolerantie voor luchtverontreiniging. In tuinontwerp worden de klein groeiende Koreaanse spar en alle soorten sparren met de zogenaamde Glauca-variëteit (door de dikke waslaag van de bladeren, deze lijken blauwwit) geplant. Deze omvatten de Numidische spar (variëteit Glauca), de Amerikaanse nobele spar en de Colorado-spar, maar ook die met een zeer harmonieuze Nordmann-spar. In de Atlantische regio's van Europa via Denemarken, Frankrijk en Verenigd Koninkrijk worden ook de dennenbomen van de Amerikaanse westkust geplant, die niet erg goed bestand zijn tegen late vorst (o.a. Abies grandis), evenals enkele dennenbomen van de Himalaya. Deze zijn alleen klimaathard in de mildste delen van Duitsland.

### Secundair gebruik
Geneesmiddel
De lichtgroene dennen toppen in mei - meigroen - zijn niet alleen eetbaar, maar ook een oud medicijn en huismiddeltje tegen hoest. Ze bevatten gunstige enzymen. Ze worden bewaard als siroop. Een bekende en aangenaam harsachtige etherische olie van verschillende soorten (Abies spectabilis, Abies alba) wordt verkregen uit de monoterpenen van de naalden. Dit wordt gebruikt in badadditieven of voor sauna-infusies. Dennenbossen zijn ook belangrijk voor de bijenteelt. Pure dennenhoning is een van de duurste honingsoorten.
Kerstboom
De klassieke kerstbomen in Duitsland zijn de Nordmannspar, en in Noord-Amerika, maar nu ook steeds vaker in Europa, worden de Amerikaanse edelspar en de Colorado-spar op plantages geteeld. Siertakken worden ook verkregen uit sparren. De kerstboomplantages en de soorten die worden aanbevolen voor de kerstboomproductie worden in alle belangrijke teeltlanden (Groot-Brittannië, Denemarken, Duitsland, verschillende staten van de Verenigde Staten zoals Idaho, Oregon, Pennsylvania) getest op geschiktheid in teeltproeven (zogenaamde herkomstproeven). Regionaal verschillende soorten worden aanbevolen.

## Symboliek

### Religieuze gebruiken
Sparren zijn in veel culturen symbolen van geboorte en wederopstanding. Als groenblijvende bomen belichamen ze ook het religieuze geloof in het eeuwige leven. Dennentakken en twijgen maken daarom ook deel uit van grafversieringen en grafkransen. Maar hun symboliek is ook belangrijk voor de versiering van paasversieringen op marktfonteinen. Bovendien worden adventskransen geweven van dennentakken. Het dennengroen wordt verondersteld het leven te belichamen in het seizoen waarin veel is gestorven. Het gebruik is echter recenter en de katholieke kerk heeft dit van oorsprong protestantse gebruik pas na de Eerste Wereldoorlog overgenomen. De algemene metamorfose van de dennenboom tot de kerstboom in advent wordt weergegeven in het gedicht Es treibt der Wind im Winterwalde van Rainer Maria Rilke.

## Kunst

### Poëzie en zang
De heilige connotatie van de spar symboliek kan ook worden gevonden in Roemeense klaagzangen en liederen van de doden, waar sparren de bomen zijn die de grootste verering en de hoogste graad van heilig karakter dragen. Een voorbeeld van deze topos van het dennenmotief als symbool van wederopstanding in klaagliederen en de dood van de doden is ook te vinden op het Balkanschiereiland, zoals in het Servische volkslied Pod jelom zaspalo devojče. Een veelvuldig formalistisch gebruik van dit motief wordt gevonden in de Servische epische poëzie (meestal in verband met "Vita Jela" = gladde dennenboom) waarin het christelijk geloof en de heidense traditie (boomcultus) tot uitdrukking komen. Dit formulaire gebruik van de spar in de epische tienlettergrepige gezangen is tot op de dag van vandaag bewaard gebleven in de bergen van de Herzegoviaanse-Montenegrijnse Hochkarst.
Dichters namen het symbool van de spar herhaaldelijk op als symbolen van dood en opstanding. Waaronder in Duitsland onder andere Franz Alfred Muth in Die alte Tanne, die ook op muziek werd gezet door Josef Gabriel Rheinberger, Ferdinand Freiligrath Die Tanne, Gottlieb Konrad Pfeffel Die Tanne, Emil Rittershaus Tanne und Rose. Het oorspronkelijk Boheemse zwervende vogelgezang Hohe Tannen toont de sterren, voor het eerst gepubliceerd in 1923 in het liedboek The Young People of the Association of German Ringscouts, weerspiegelde de etnisch georiënteerde tijdgeest in een extra strofe in het nazi-tijdperk, met de nadruk op Germaanse symbolen en emblemen.

### Epiek
Ludwig Ganghofer beschrijft de dennenbloesem in zijn roman Waldrausch, die meerdere keren is gefilmd, als roestkleurige wolken die in het voorjaar door het bos vliegen.

## Systematiek
Sparren (Abies) vormen de onderfamilie Abietoideae binnen de dennenfamilie (Pinaceae). Het meest verwante geslacht is Keteleeria, zijn directe verwanten omvatten ceders (Cedrus) en hemlocks (Tsuga).Het geslacht Abies was klassiek voornamelijk gebaseerd op de morfologie van de vrouwelijke kegels, verdeeld in tien secties en verder in subsecties. Fylogenetische resultaten gebaseerd op nucleotidesequenties van de cpDNA 37 Abies-soort van Svetlana Semerikova en V. Smerikov (2014) zijn in tegenspraak met de systematische classificatie van Aljos Farjon (2010).  Semerikova en Smerikov bevestigden slechts zes hoofdgroepen. Eerdere genetische fylogenieën op basis van ITS-sequenties hadden negen secties van de klassieke morfologische systematiek bevestigd, maar de statistische ondersteuning van veel clades was zwak en de relatie tussen de hoofdgroepen bleef onopgelost. Semerikova & Sermikov hadden ook intraspecifieke variabiliteit onderzocht door de evolutie van plastide-DNA (cpDNA). Het bleek dat de variabiliteit tussen soorten altijd substantieel lager was dan tussen soorten. Met uitzondering van de zilverspar waren alle onderzochte accessies van monofyletische oorsprong.
De cpDNA-fylogenie kon zes groepen onderscheiden. Abies bracteata, met veel oude kenmerken, is de meest originele soort en lijkt het dichtst bij Keteleeria en is de enige soort in groep I. Groep II werd gevormd door slechts één soort, de Californische magnifieke spar (Abies magnifica), de meest verwante soort - de kostbare spar (Abies procera) - werd niet meegenomen in het onderzoek. Net als Abies bracteata wordt de prachtige spar gekenmerkt door enkele oude kenmerken en specifieke mutaties. Net als bij Abies bracteata, vormt de prachtige spar een basale clade in de fylogetische boom. Aan de andere kant heeft de prachtige spar, in tegenstelling tot Abies bracteata, een karakter dat hem verbindt met de soort van groep III, de Meso-Amerikaanse en sparren van het Amerikaanse noordwesten. Groep III omvat de Meso-Amerikaanse en Noordwest-Amerikaanse soorten die een clade en twee subclades vormen. Dit wordt enerzijds gedeeld door de kustspar en anderzijds door de Colorado-spar en de Mexicaanse spar.
Groepen IV-VI vormen een clade met twee takken: de Europees-mediterrane soort (groep IV) en een andere met groepen V en VI. Groep IV van de Euro-mediterrane sparren onderscheidt zich door de aanwezigheid van een groot aantal mutaties van alle andere soorten van het geslacht Abies. De fylogenie van deze groep bleef echter onopgelost in het onderzoek. Groep V omvat de "boreale" of Noord-Amerikaanse sparren met twee subclades: een van de soorten in het noordwesten van Noord-Amerika (Abies lasiocarpa) en de noordoostelijke Noord-Amerikaanse spar (Abies balsamea, Abies fraseri). Groep VI is de grootste en meest soortenrijke groep met alle Aziatische sparren. Binnen de groep bevindt zich een subclade met de soort uit het Verre Oosten (Abies nephrolepis, Abies koreana, Abies sacalinenesis, Abies gracilis, Abies veitchii en een Chinese spar Abies chensiensis). Over het algemeen is groep VI slecht gedifferentieerd. Alleen de Himalaya evenals de Siberische en Chinese soorten vertonen een zekere fylogenetische onderverdeling.

## Soorten
Soorten kunnen geïdentificeerd worden aan de hand van de grootte en de schikking van de bladeren, en de grootte en de vorm van de kegels en de observatie of de schalen van de kegels lang zijn of verborgen zijn binnen de kegel.
- ondergeslacht Balsamea
  - Fraserspar (Abies fraseri)
  - Balsemzilverspar (Abies balsamea)
    - Abies balsamea var. phanerolepis

  - Abies lasiocarpa
    - Abies lasiocarpa var. arizonica
    - Abies lasiocarpa var. bifolia

  - Siberische zilverspar (Abies sibirica)
    - Abies sibirica var. semenovii

  - Sachalin-zilverspar (Abies sachalinensis)
  - Koreaanse zilverspar (Abies koreana)
  - Oost-Siberische zilverspar (Abies nephrolepis)
  - Japanse zilverspar (Abies veitchii)
    - Abies veitchii var. sikokiana

- ondergeslacht Grandis
  - Reuzenzilverspar (Abies grandis)
    - Abies grandis var. idahoensis

  - Coloradozilverspar (Abies concolor)
    - Abies concolor subsp. lowiana

  - Durango-zilverspar (Abies durangensis)
    - Abies durangensis var. coahuilensis

  - Jalisco-zilverspar (Abies flinckii)
  - Guatemala-spar (Abies guatemalensis)

- ondergeslacht Abies
  - Siciliaanse zilverspar (Abies nebrodensis)
  - Gewone zilverspar (Abies alba)
  - Bulgaarse zilverspar (Abies borisii-regis)
  - Griekse zilverspar (Abies cephalonica)
  - Kaukasische zilverspar (Abies nordmanniana)
    - Abies nordmanniana subsp. equi-trojani
    - Abies nordmanniana subsp. bornmülleriana

  - Spaanse zilverspar (Abies pinsapo)
    - Abies pinsapo var. marocana

  - Algerijnse zilverspar (Abies numidica)
  - Syrische zilverspar (Abies cilicica)

- ondergeslacht Momi
  - Taiwanese zilverspar (Abies kawakamii)
  - Nikko-zilverspar (Abies homolepsis)
  - Min-zilverspar (Abies recurvata)
    - Abies recurvata var. ernestii

  - Momi-zilverspar (Abies firma)
  - Baishanzu-zilverspar (Abies beshanzuensis)
  - Mantsjoerijse zilverspar (Abies holophylla)
  - Shensi-zilverspar (Abies chensiensis)
    - Abies chensiensis subsp. salouenensis

  - Pindrow-zilverspar (Abies pindrow)
  - Ziyuan-zilverspar (Abies ziyuanensis)

- ondergeslacht Amabilis
  - Pacifische zilverspar (Abies amabilis)
  - Maries-zilverspar (Abies mariesii)

- ondergeslacht Pseudopicea
  - Delavay's zilverspar (Abies delavayi)
    - Abies delavayi var. nukiangensis
    - Abies delavayi var. motuoensis
    - Abies delavayi subsp. fansipanensis
    - Abies delavayi var. forrestii

  - Faber-zilverspar (Abies fabri)
    - Abies fabri subsp. minensis

  - Forrest-zilverspar (Abies forrestii)
  - Abies chengii
  - Abies densa
  - Himalaya-zilverspar (Abies spectabilis)
  - Farges-zilverspar (Abies fargesii)
  - Abies fanjingshanensis
  - Abies yuanbaoshanensis
  - Schilferige zilverspar (Abies squamata)
  - Abies webbiana

- ondergeslacht Oiamel
  - Heilige zilverspar (Abies religiosa)
  - Abies hickelii
    - Abies hickelii var. oaxacana

- ondergeslacht Nobilis
  - Edelspar (Abies procera)
  - Rode zilverspar (Abies magnifica)
    - Abies magnifica var. shastensis

- ondergeslacht Bracteata
  - Santa Lucia-zilverspar (Abies bracteata)

- ondergeslacht Incertae sedis
  - Abies milleri[1]